# Bolesławiec
Bolesławiec [bɔlɛˈswavʲɛʦ], deutsch Bunzlau (schlesisch Bunzel), ist eine Stadt im Powiat Bolesławiecki in der Woiwodschaft Niederschlesien in Polen. Sie ist Sitz der umgebenden Landgemeinde Bolesławiec, der sie nicht angehört.
Die Stadt ist für die Bunzlauer Keramik und durch den deutschen Barockdichter Martin Opitz bekannt.

## Geographische Lage
Die Stadt liegt in Niederschlesien am Ostufer des Bober, rund 75 km südlich von Zielona Góra (Grünberg) und 130 km östlich von Dresden.

## Geschichte

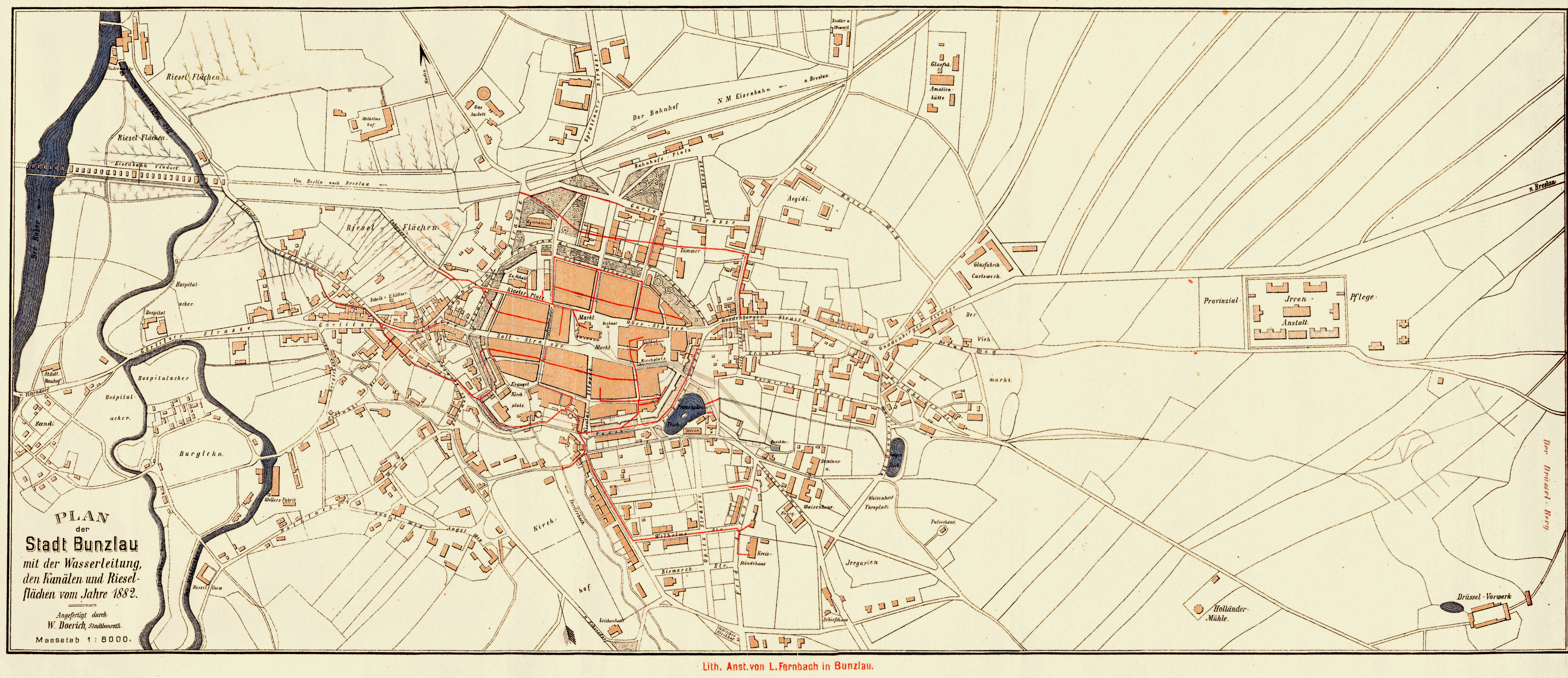
Plan der Stadt Bunzlau im Jahre 1882

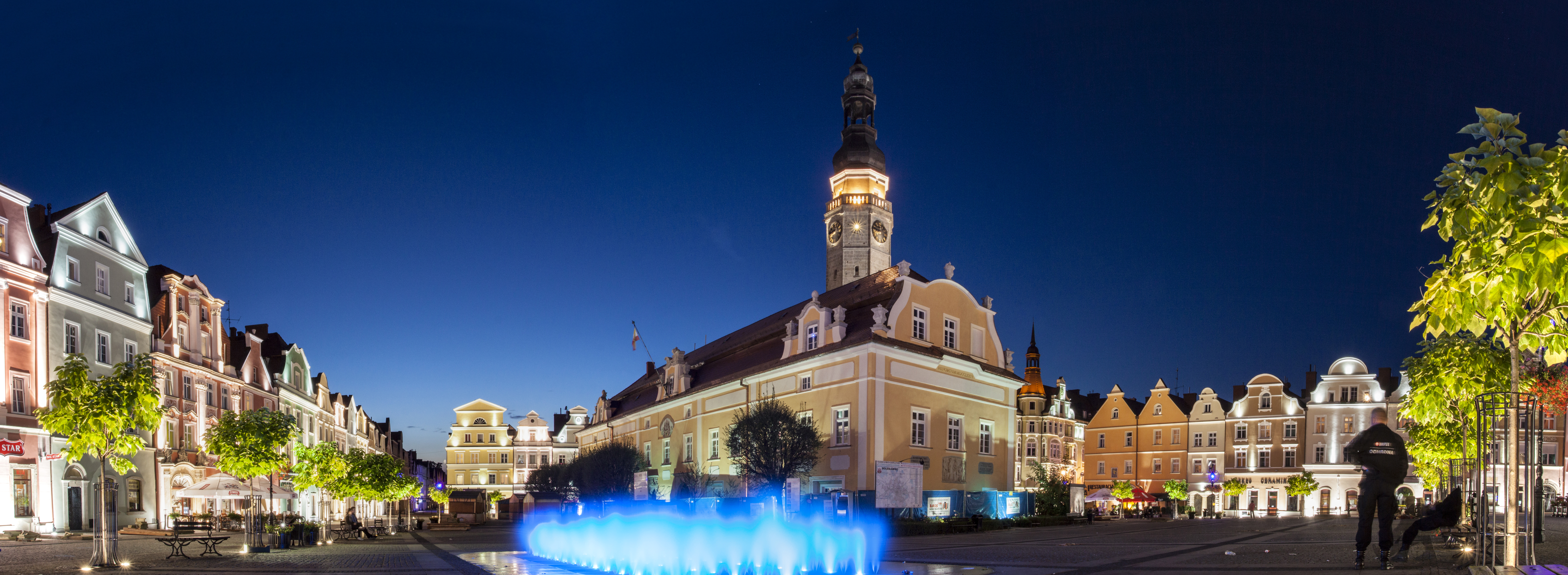
Der Ring mit Bürgerhäusern aus dem Ende des 17. Jahrhunderts und dem Rathaus von 1776

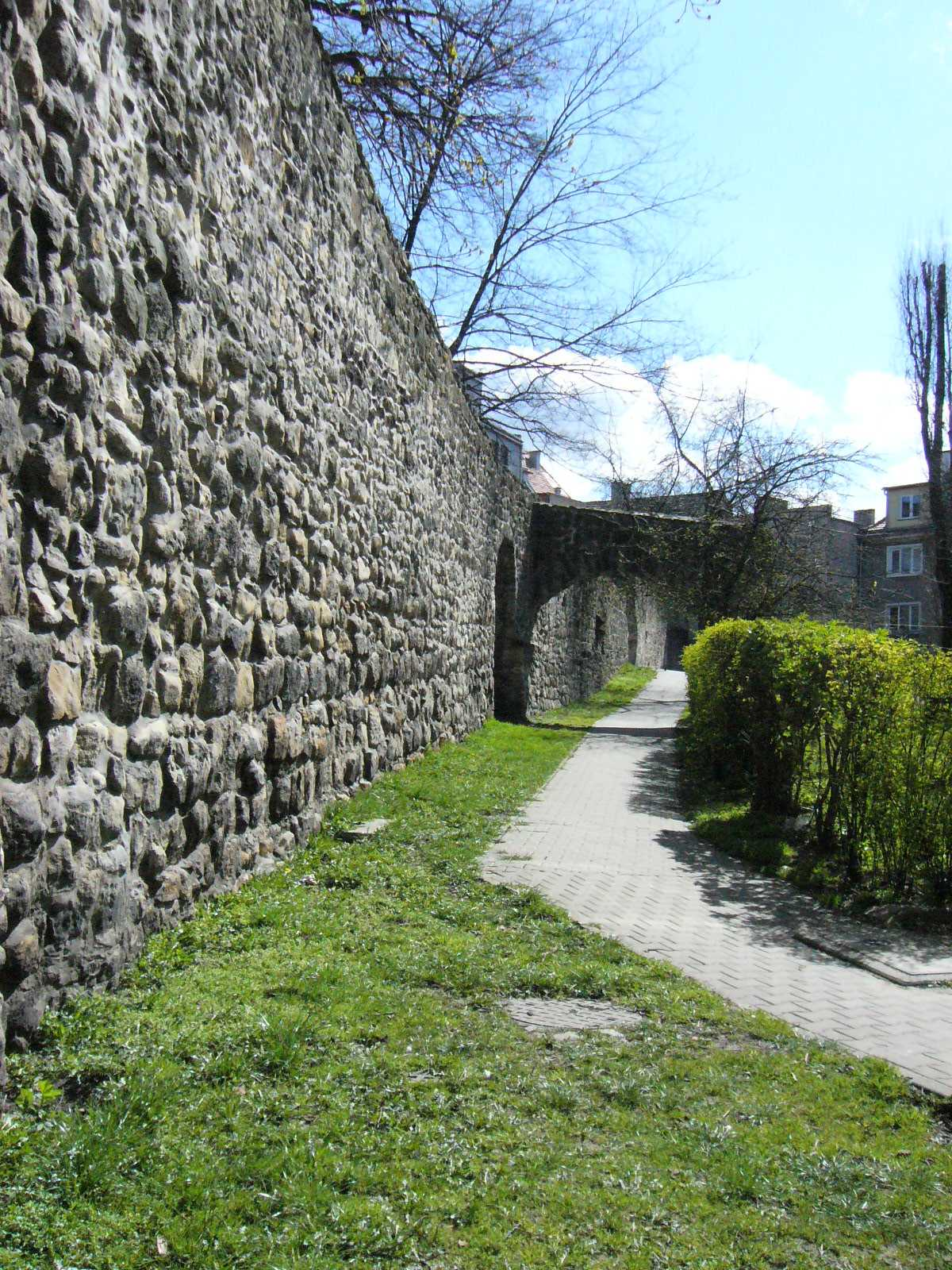
Fragment der mittelalterlichen Stadtmauer

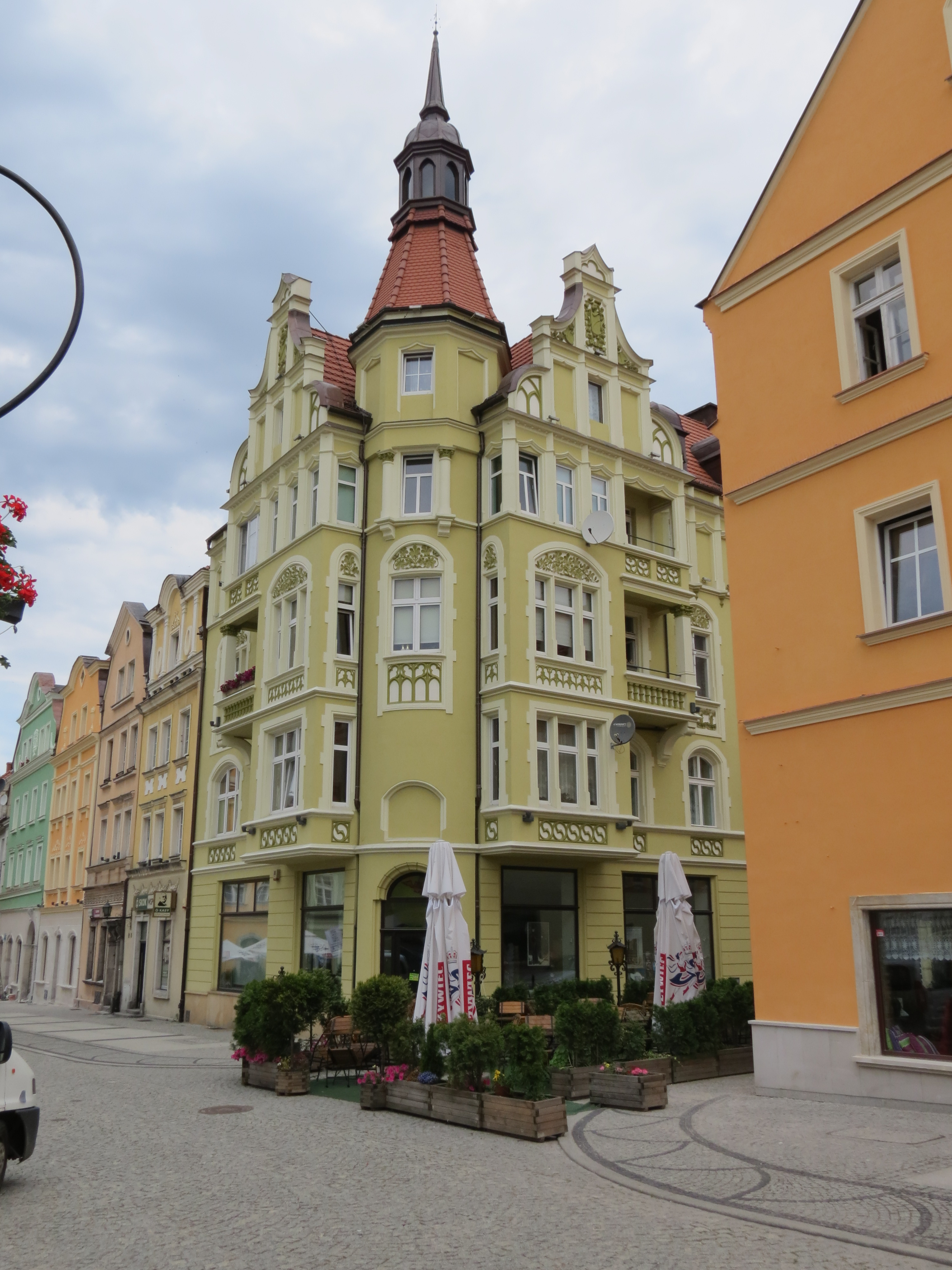
Gründerzeitliches Wohn- und Geschäftshaus am Ring 28 aus dem Jahr 1900

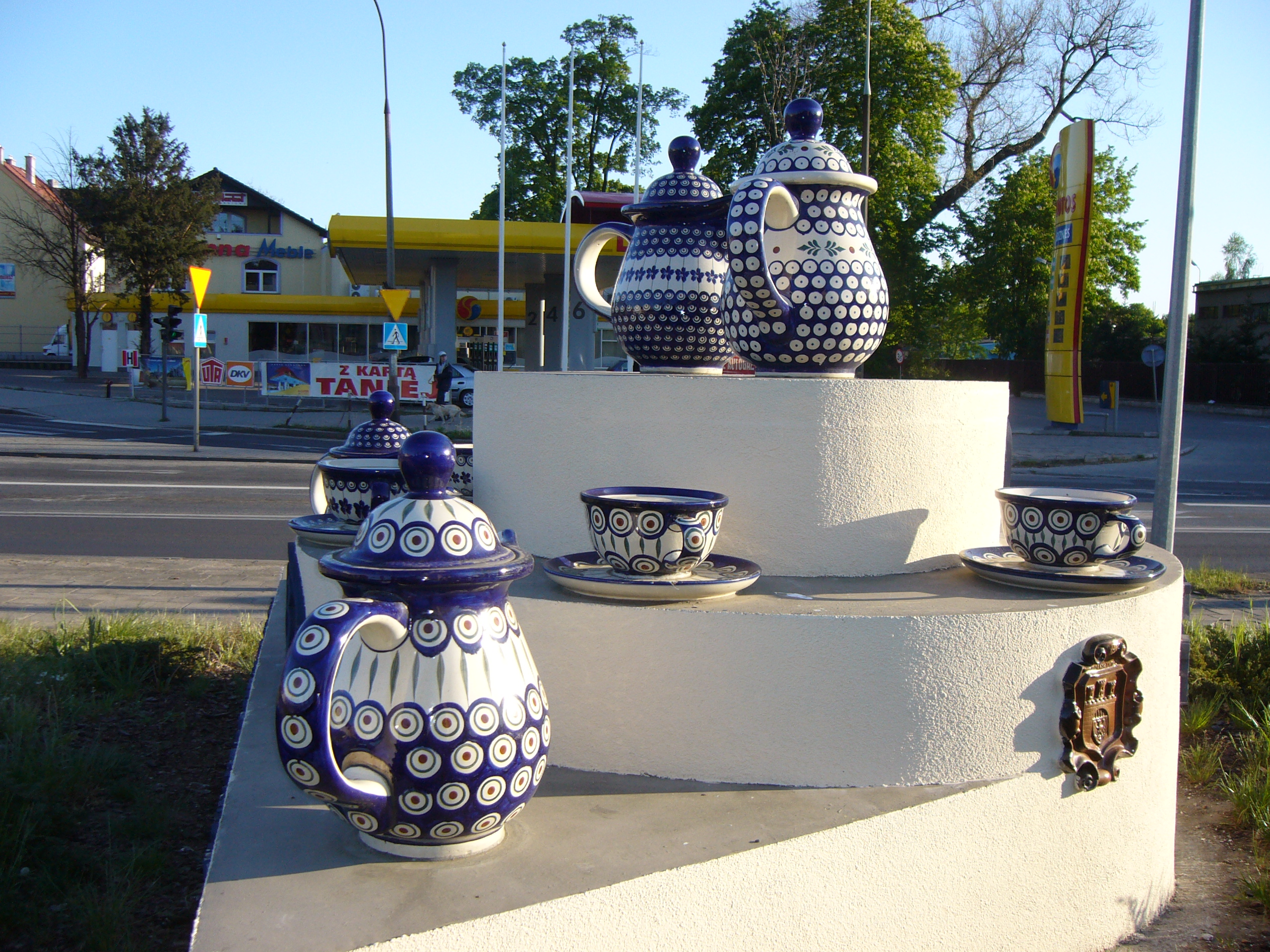
Bunzlauer Keramik

Der Name Bolesławiec ist ein patronymischer Name, abgeleitet vom slawischen Namen Bolesław, der sich aus zwei Teilen des altpolnischen, heute ungebräuchlichen Begriffs bole(j) für sehr und sław für Ruhm zusammensetzt. Der Name bedeutet wörtlich „sehr berühmt“ und wurde der Stadt zu Ehren ihres Gründers Bolesław I. der Lange gegeben, der die Stadt um 1190 gründete und ihr zahlreiche Privilegien gewährte. Ab 1195 sind Goldfunde belegt. Bolesławiec wurde erstmals im Jahre 1201 als Bolezlauez (lat: Boleslavia) erwähnt. Nach dem Mongolensturm 1241, gegen den auch Bunzlauer zu Felde gezogen sein sollen, erhielt der Ort Stadtrechte und wurde damals wahrscheinlich auch neu angelegt. Die auf dem heutigen Wappen dargestellte Stadtmauer ist erstmals 1316 in einem Siegel zu finden. Im Jahre 1346 kam die Stadt unter die Herrschaft der böhmischen Krone.
In den Hussitenkriegen erlitt die Stadt 1429 schwere Zerstörungen. Nachdem sich die Stadt von den Schäden des Kriegs erholt hatte, wurde 1479 mit dem Bau einer modernen doppelten Stadtmauer begonnen, die die Stadt vor einer weiteren Einnahme schützen sollte. Im Zuge des Wiederaufbaus der Stadt wurde anschließend auch ab 1482 die Marienkirche in ihrer heutigen gotischen Form neu errichtet.
Die Töpferei erlangte in der Stadt schon früh Bedeutung, bereits 1511 wurde die städtische Töpferzunft erstmals erwähnt. Nach 1522 wurde ein Großteil der Bevölkerung der Stadt protestantisch und somit wurde Bunzlau zu einem wichtigen Zentrum der Reformation. Das Wahrzeichen der Stadt, das Rathaus, wurde 1525 von Wendel Roskopf umgebaut. Im selben Jahr wurde in Bunzlau mit dem Bau einer Kanalisation begonnen, die 1565 fertiggestellt wurde. Mit dieser ungewohnten und aufwändigen Bauleistung besaß Bunzlau somit die erste deutsche Kanalisation. Bereits 1558 entstand die erste Apotheke in der Stadt. Am Ende dieses für Bunzlau sehr bedeutenden Jahrhunderts wurde 1597 der berühmte deutsche Dichter des Barock und Begründer der Schlesischen Dichterschule Martin Opitz in Bunzlau geboren. Er schuf in der deutschen Dichtung eine neue Art der Poetik und wurde auch als Vater und Wiederhersteller der Dichtkunst bezeichnet.
Gegen Ende des Dreißigjährigen Kriegs wurde Bunzlau von schwedischen Truppen unter General Torstensson verwüstet. Von 1752 bis 1756 errichtete die protestantische Gemeinde auf dem Gelände der von den Schweden zerstörten ehemaligen Burg eine steinerne Kirche.
Im Jahre 1753 fertigte der Bunzlauer Töpfermeister Gottfried Joppe den Großen Topf an. Er war mit 2,20 m Höhe, 4,20 m Umfang und 12 Zentnern Gewicht das größte Beispiel der Bunzlauer Keramik. 1813 verursachten die Franzosen einige Sprünge, danach wurde er mit einem Drahtnetz zusammengehalten bzw. zusammengeflickt. 1945 wurde er bei der Eroberung der Stadt zerstört.
Am 29. Mai 1812 reiste Kaiser Napoleon auf dem Weg nach Russland durch Bunzlau und wurde bejubelt. Am 13. Dezember des Jahres kehrte er „in bescheidener Stille zurück“. Nach einem kurzen Halt in Bunzlau machte sich Napoléon Bonaparte auf den Weg Richtung Sachsen.
1816 wurde Bunzlau Kreisstadt des Landkreises Bunzlau. 1846 wurde der bekannte 450 m lange Eisenbahnviadukt über den Bober eröffnet, Teil der durch Breslau und die Mährische Pforte geführten ersten Eisenbahnverbindung zwischen Berlin und Wien. Im Jahr 1897 wurde in Bunzlau die Königliche Keramische Fachschule begründet, die 1922 in Staatliche Keramische Fachschule umbenannt wurde. Bekannt wurde die Bunzlauer Keramik. 1930 wurde diese durch eine Glasfachschule erweitert. Um 1900 hatte Bunzlau eine evangelische und eine katholische Kirche, eine in der Pogromnacht im November 1938 zerstörte Synagoge, ein Gymnasium, ein evangelisches Lehrerseminar, ein Amtsgericht und eine Reihe unterschiedlicher Fabrikationsbetriebe.
Bis 1945 gehörte Bunzlau zum Landkreis Bunzlau im Regierungsbezirk Liegnitz der preußischen Provinz Schlesien des Deutschen Reichs.
Gegen Ende des Zweiten Weltkrieges erlitt Bunzlau schwere Zerstörungen, sodass 60 % der Bebauung in Trümmern lagen. Die Rote Armee eroberte die Stadt am 11. Februar 1945. Nach Beendigung der Kampfhandlungen wurde Bunzlau von der sowjetischen Besatzungsmacht der Volksrepublik Polen zur Verwaltung überlassen. Die ersten Polen aus dem Lemberger Raum trafen in Bunzlau erst am 17. September 1945 ein, im Herbst kam ein weiterer Transport, und im folgenden Jahr siedelten in Bunzlau viele Remigranten aus Jugoslawien. Die Polen führten für Bunzlau die Ortsbezeichnung Bolesławiec ein. In der Folgezeit wurde die einheimische deutsche Bevölkerung von der örtlichen polnischen Verwaltungsbehörde aus Bunzlau vertrieben.
In den 1950er Jahren wurde mit dem Wiederaufbau der Stadt begonnen. Die ehemalige enge Altstadtbebauung wurde nicht restauriert, und der Status als besterhaltener schlesischen Altstadt fiel nun auch nicht mehr Bolesławiec zu. Dennoch ist die wiederaufgebaute Altstadt heute sehenswert. Nach der Kreisreform von 1975 verlor die Stadt ihre Funktion als Kreisstadt, aber 1999 wurde der Powiat wiederhergestellt.
Am 26. April 2023 erhielt die Stadt den Europapreis des Europarates für ihre herausragenden Bemühungen um den europäischen Integrationsgedanken.

### Demographie
| Jahr | Einwohner | Anmerkungen                                                                       |
| ---- | --------- | --------------------------------------------------------------------------------- |
| 1816 | 03.175    | [ 9 ]                                                                             |
| 1840 | 05.843    | davon 4.953 Evangelische, 810 Katholiken und 80 Juden                             |
| 1843 | 06.350    | am Jahresende, davon 191 Militärpersonen einschließlich Familien und Dienerschaft |
| 1871 | 08.817    | [ 9 ]                                                                             |
| 1885 | 10.790    | [ 12 ]                                                                            |
| 1890 | 12.921    | davon 10.383 Evangelische, 2.343 Katholiken und 168 Juden                         |
| 1900 | 14.590    | davon 2.604 Katholiken und 111 Juden                                              |
| 1910 | 16.190    | [ 13 ]                                                                            |
| 1925 | 17.977    | davon 14.550 Evangelische, 2.575 Katholiken, 26 sonstige Christen, 103 Juden      |
| 1933 | 19.625    | davon 15.719 Evangelische, 2.653 Katholiken, keine sonstigen Christen, 112 Juden  |
| 1939 | 20.753    | davon 15.973 Evangelische, 3.204 Katholiken, 63 sonstige Christen, 54 Juden       |

| Jahr | Einwohner |
| ---- | --------- |
| 1946 | 3.145     |
| 1950 | 7.883     |
| 1955 | 17.836    |
| 1960 | 22.815    |
| 1970 | 30.600    |
| 1975 | 36.200    |
| 1980 | 39.800    |
| 1995 | 44.436    |
| 2000 | 41.731    |
| 2005 | 40.984    |

## Kultur und Sehenswürdigkeiten

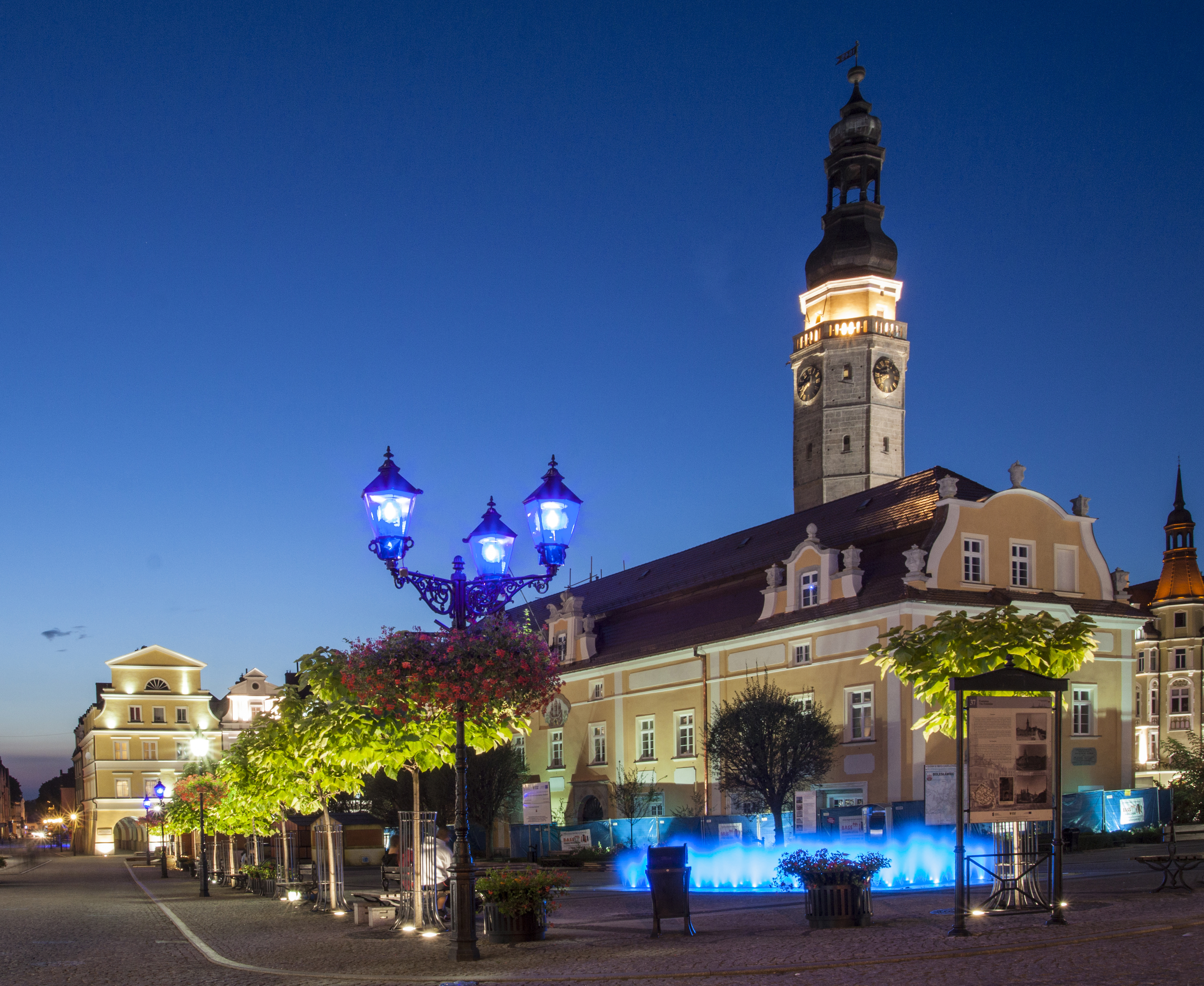
Rathaus

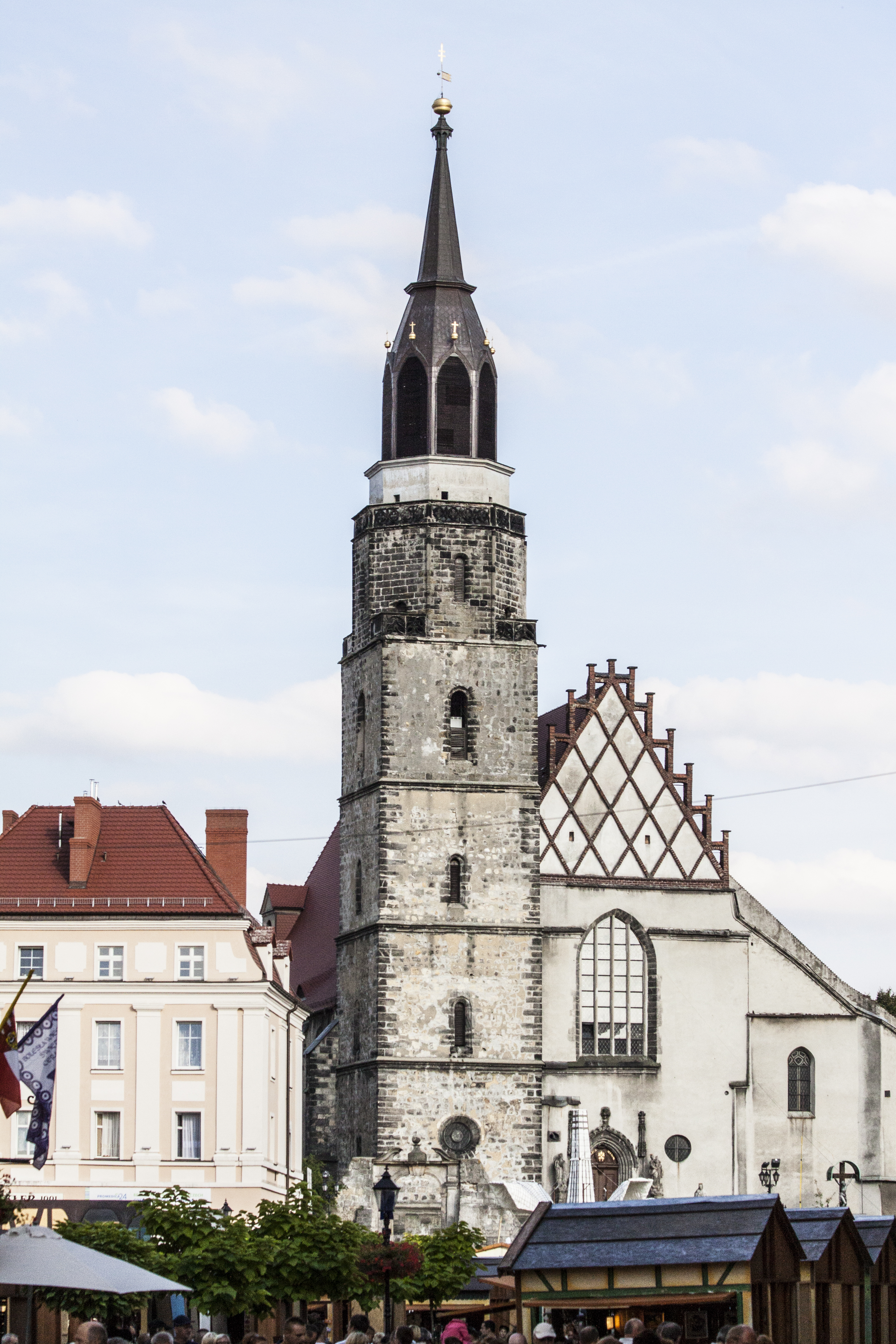
Pfarrkirche Mariä Himmelfahrt

### Bauwerke

#### Ring
Bolesławiec besitzt einen über 9000 m² großen quadratischen Ring, der zum Großteil nach dem Dreißigjährigen Krieg erneut bebaut wurde. Aus dieser Zeit stammen die barocken Bürgerhäuser. Es finden sich außerdem noch Häuser aus der Renaissance und ein Gebäude aus der Spätgotik. Nach den Zerstörungen am Ende des Zweiten Weltkrieges wurde der Ring wieder aufgebaut und bildet heute wieder ein geschlossenes Ensemble mit dem Rathaus in der Mitte.
Bemerkenswert sind am Ring das barocke Haus Nummer 6, die klassizistischen Fassaden der von Anfang des 19. Jahrhunderts stammendenNummern 19, 27,32, und 42 sowie unter Nummer 29 der spätbarocke Gasthof Goldener Engel (Pod Złotym Aniołem) und unter Nummer 36 der Gasthof Drei Kränze (Pod trzema wieńcami).

#### Stadtpaläste und Bürgerhäuser
- Das Haus der Familie Fernbach, einer Bunzlauer Verleger- und Druckerfamilie liegt heute in der ul. Mickiewicza (ehemals Poststraße) Nr. 6a. Es wurde 1883 in einer Stilmischung von Neorenaissance und Klassizismus errichtet. Im Inneren gibt es einen Säulensaal.

- Das Jugendstilhaus (Kamienica Junga), das einmal der Metzgerei Jung gehörte, befindet sich in der ul. Mickiewicza 1. An der Fassade des 1906 errichteten Gebäudes befindet sich florales Keramikdekor, das Ladeninnere ist original erhalten.
- Die frühere Buchhandlung und Druckerei der Familie Appun (Kamienica Appuna Am Ring Nr. 28) wurde 1902 als Kaufhaus errichtet.

- Um 1840 wurde das Wohnhaus Engelhardt Gansel errichtet. Das Gebäude des Bunzlauer Architekten wurde um 1840 im Stil einer italienischen Villa gebaut, es steht in der ul. Zgorzelecka 19.

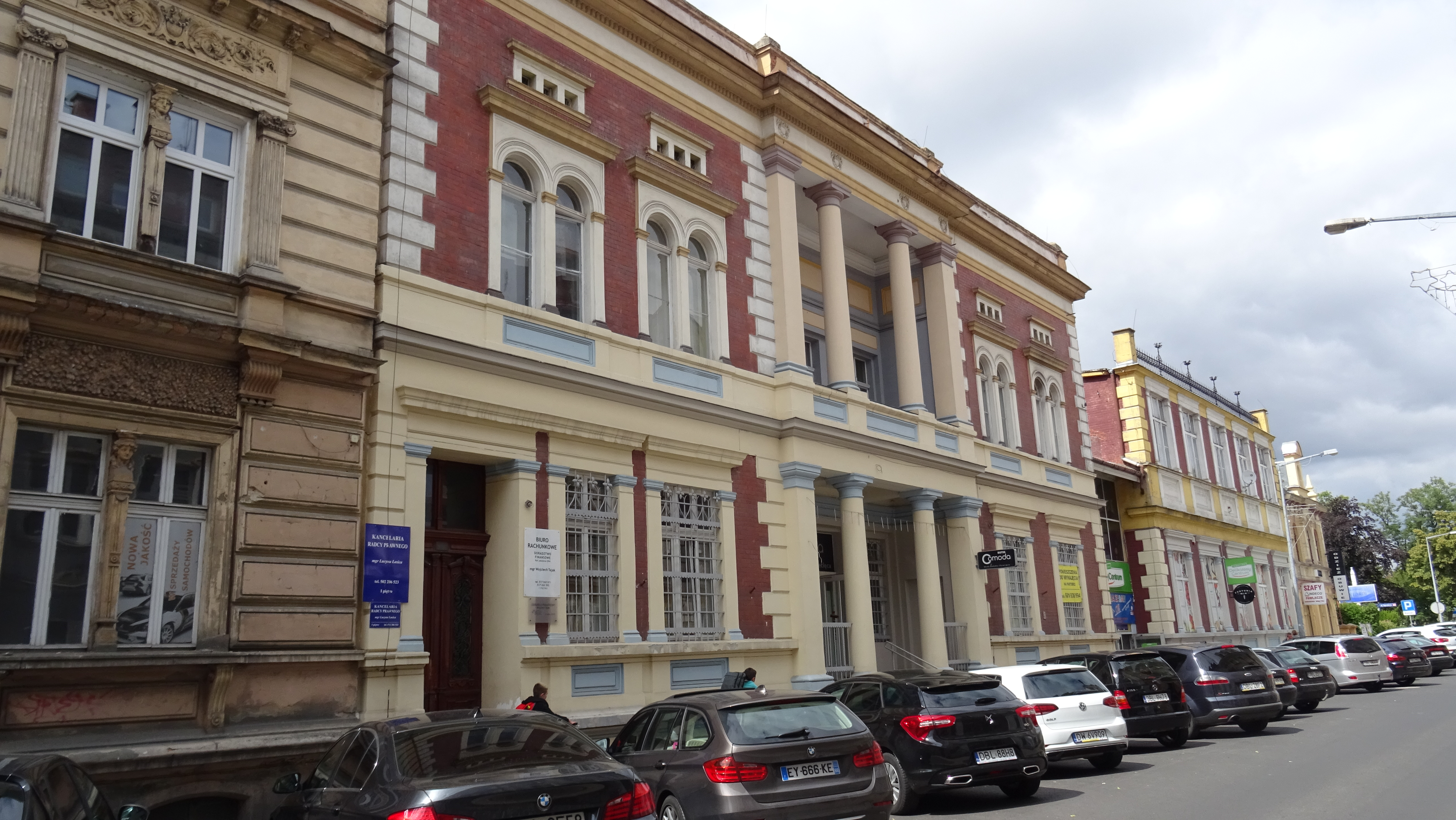
Haus der Familie Fernbach
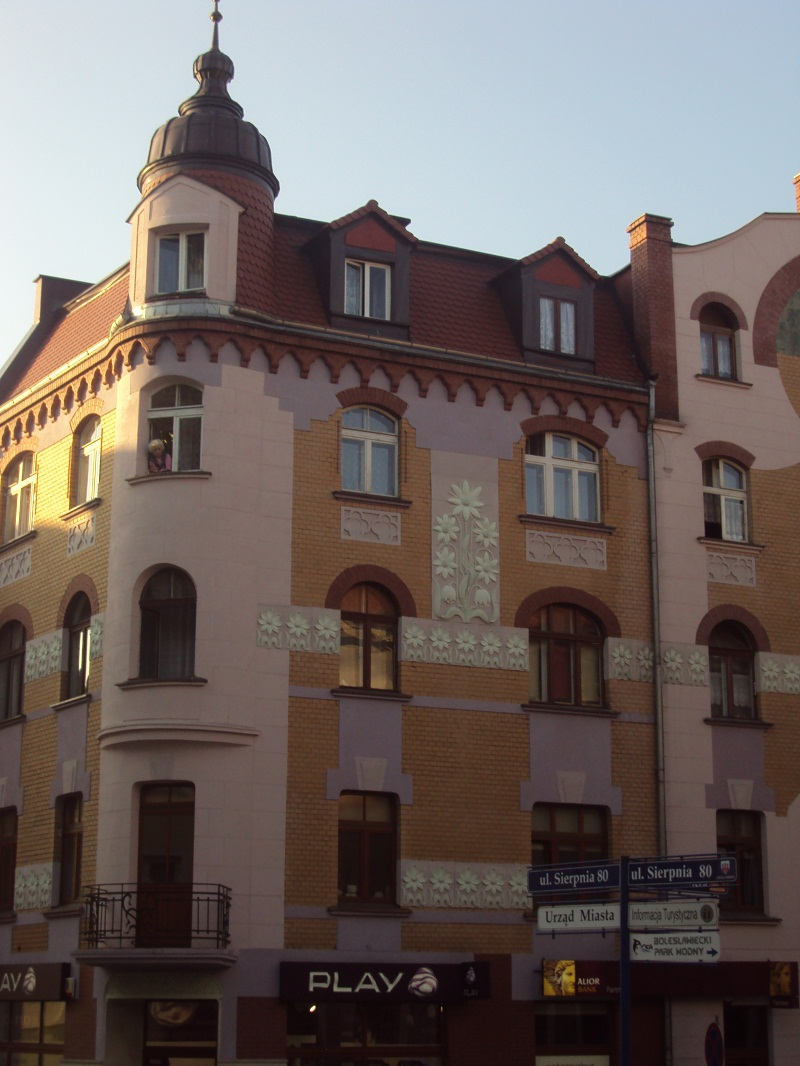
Haus der Metzgerei Jung
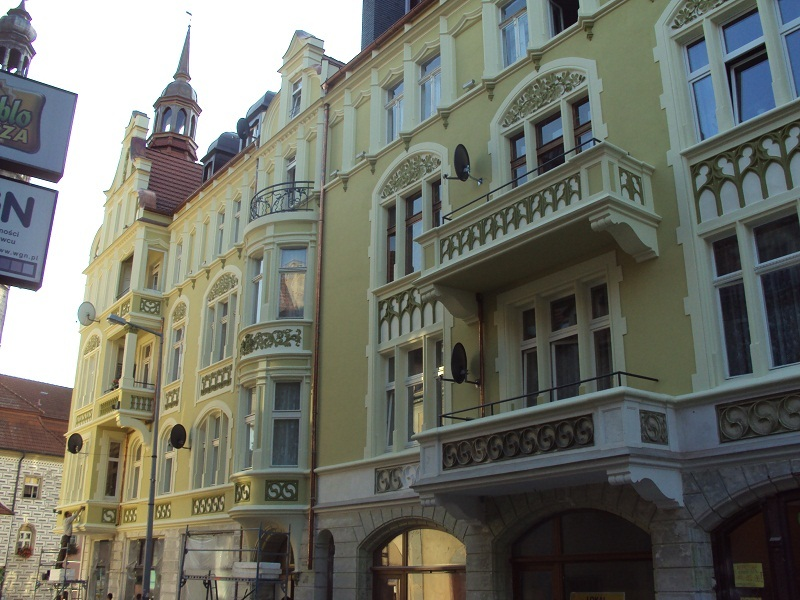
Haus der Familie Appun
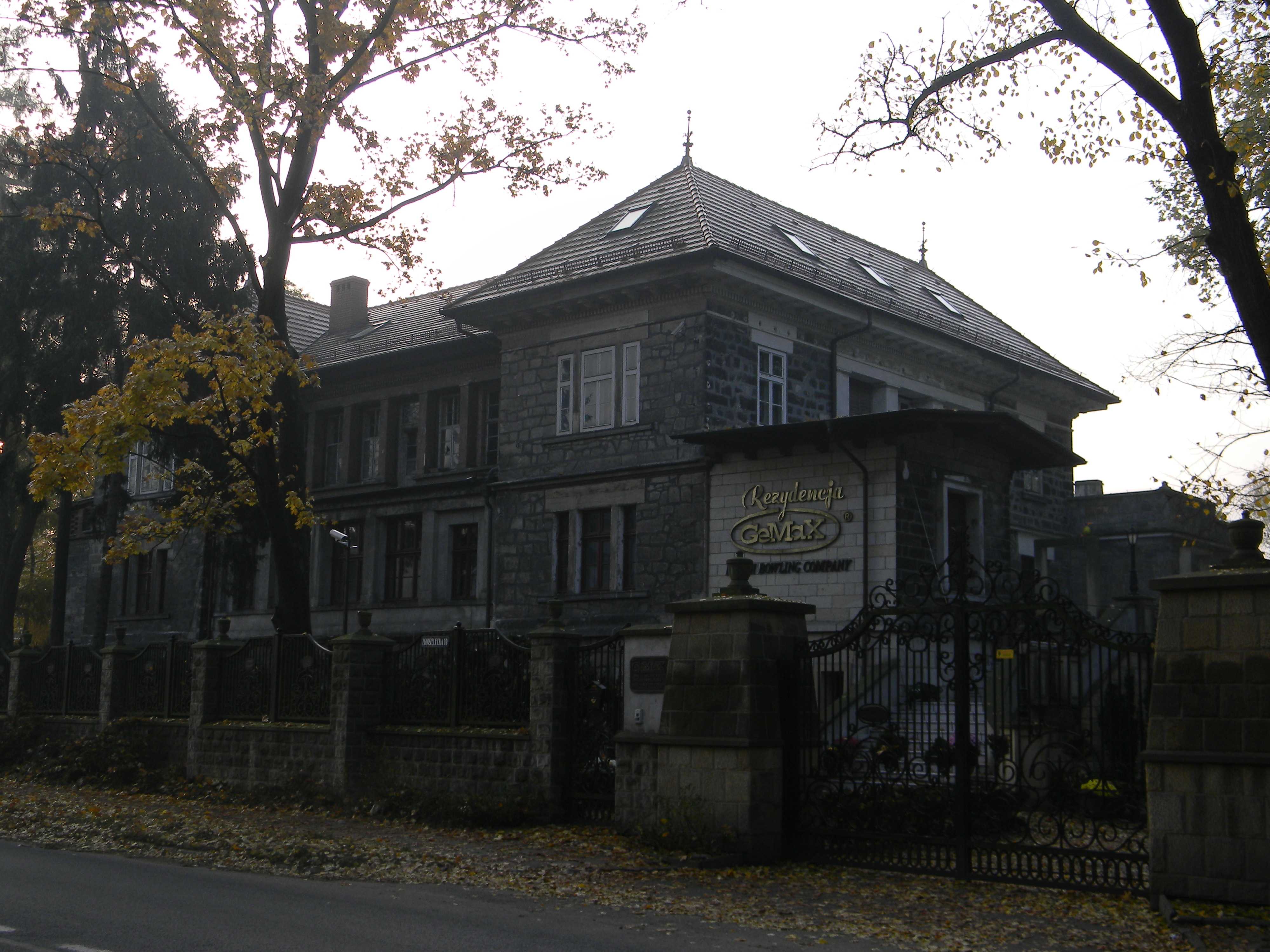
Wohnhaus von Engelhardt Gansel

#### Kirchen
- Erwähnt wurde die Katholische Pfarrkirche Maria Himmelfahrt und St. Nikolaus (kościół parafialny pw. Wniebowzięcia NMP i św. Mikołaja,) bereits im 13. Jahrhundert. Sie ist die älteste, aus Stein gebaute Kirche in der Bunzlauer Altstadt. In den Hussitenkriegen wurde sie 1429 zerstört und in der Folge von 1482 bis 1493 wiedererrichtet. Es entstand ein dreischiffiger gotischer Bau, der sich über vier Joche erstreckt. Im Jahre 1524 traten die Bunzlauer zur evangelischen Lehre über. Der erste Prediger hieß Jacob Süssenbach.[19] Die Kirche wurde evangelisch und blieb dies bis 1629 und dann wieder von 1632 bis 1637. Im Dreißigjährigen Krieg erlitt sie 1642 wie die ganze Stadt Zerstörungen, als sie von den Schweden in Brand gesteckt wurde. Der erneute Wiederaufbau erfolgte von 1655 bis 1692, in den letzten Jahren unter Beteiligung von Giulio Simonetti im Barockstil umgebaut, wobei die spätgotische Gestalt aber erhalten blieb. 1928 wurde die Kirche mit ihrem charakteristischen neugotischen Turmhelm versehen. Sehenswert sind das gotische Hauptportal und die Eingangstreppe, an deren Brüstung sich vier barocke Heiligenfiguren von Georg Leonhard Weber befinden, die früher an der Niedertorbrücke aufgestellt waren. Von 1938 bis zu seinem Tod in Haft 1946 war Paul Sauer Stadtpfarrer und Dechant an St. Mariä Himmelfahrt. Am 7. Oktober 2012 wurde die Stadtpfarrkirche in Bunzlau zur Basilica minor erhoben.
- Die heute katholische Pfarrkirche Maria-Hilf war ursprünglich evangelisch. Nach dem Kauf des der herzoglichen Burg durch die Stadt 1620 wurde dieses Gebäude von evangelischen Gläubigen als Gebetshaus genutzt. Im Zuge der Gegenreformation der Habsburger wurde die Stadtpfarrkirche 1640 an die Katholiken gegeben und 1642 zerstört. Erst unter preußischer Herrschaft (ab 1742) konnte die Gemeinde wiedergegründet werden, 1752 wurde den Protestanten die alte Burg übertragen, an deren Stelle unter Verwendung alter Mauerreste mit dem Bau einer evangelischen Kirche begonnen wurde. 1756 fertiggestellt bot die große barocke Saalkirche ein sehr schlichtes Bild. Später wurde 1834–1835 der 73 m hohe Glockenturm aus Sandstein im neugotischen Stil angebaut, nach Plänen von Engelhard Gansel. Das Innere wurde zu Beginn des 20. Jahrhunderts nach Plänen von Hans Poelzig modernisiert.[20] Nach dem Zweiten Weltkrieg - und da die verbliebenen deutschen Gemeindemitglieder vertrieben worden waren - verfiel das ungenutzte Gebäude zusehends. 1967 wurde das Gebäude schließlich renoviert, dabei eine Empore entfernt und 1970 zur katholischen Pfarrkirche (kościół pw. Matki Boskiej Nieustającej Pomocy) umgewandelt.[21]

- Die katholische Pfarrkirche St. Maria Rosenkranz (Parafia Matki Bożej Różańcowej) liegt auf der linken Seite des Flusses Bober im früheren Tillendorf, das 1975 eingemeindet wurde. Das Gebäude wird erstmals 1270 als Kapelle erwähnt. Im Inneren gibt es einen spätbarocken Hauptaltar, Epitaphien aus dem 16. und 17. Jahrhundert, eine Pietà vom Ende des 16. Jahrhunderts, eine Kanzel aus der ersten Hälfte des 18. Jahrhunderts und ein Steintaufbecken von 1830. Vor dem Eingang stehen Barockfiguren der Muttergottes und des heiligen Johannes Nepomuk.[22]

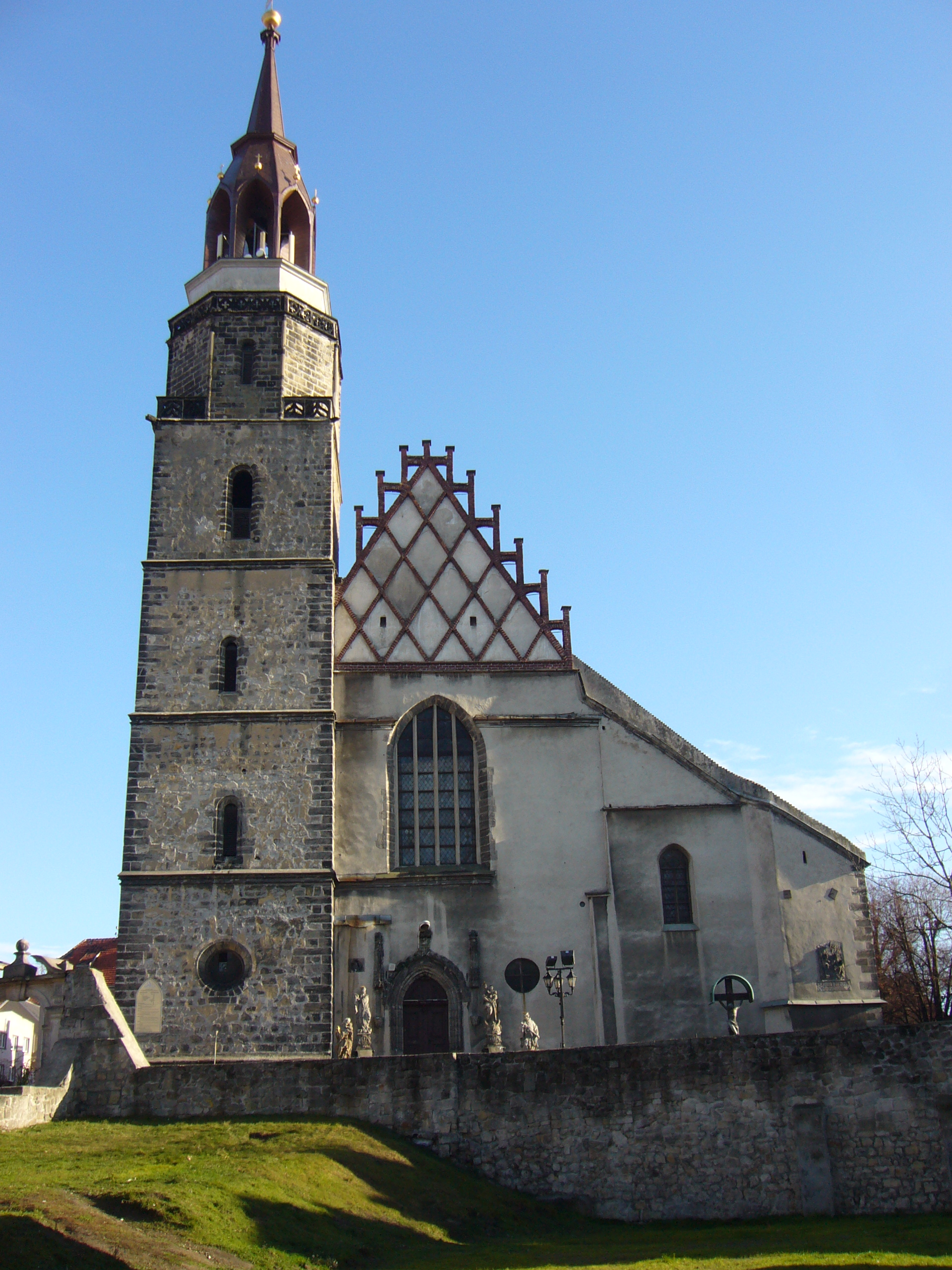
Maria Himmelfahrt und St. Nikolaus
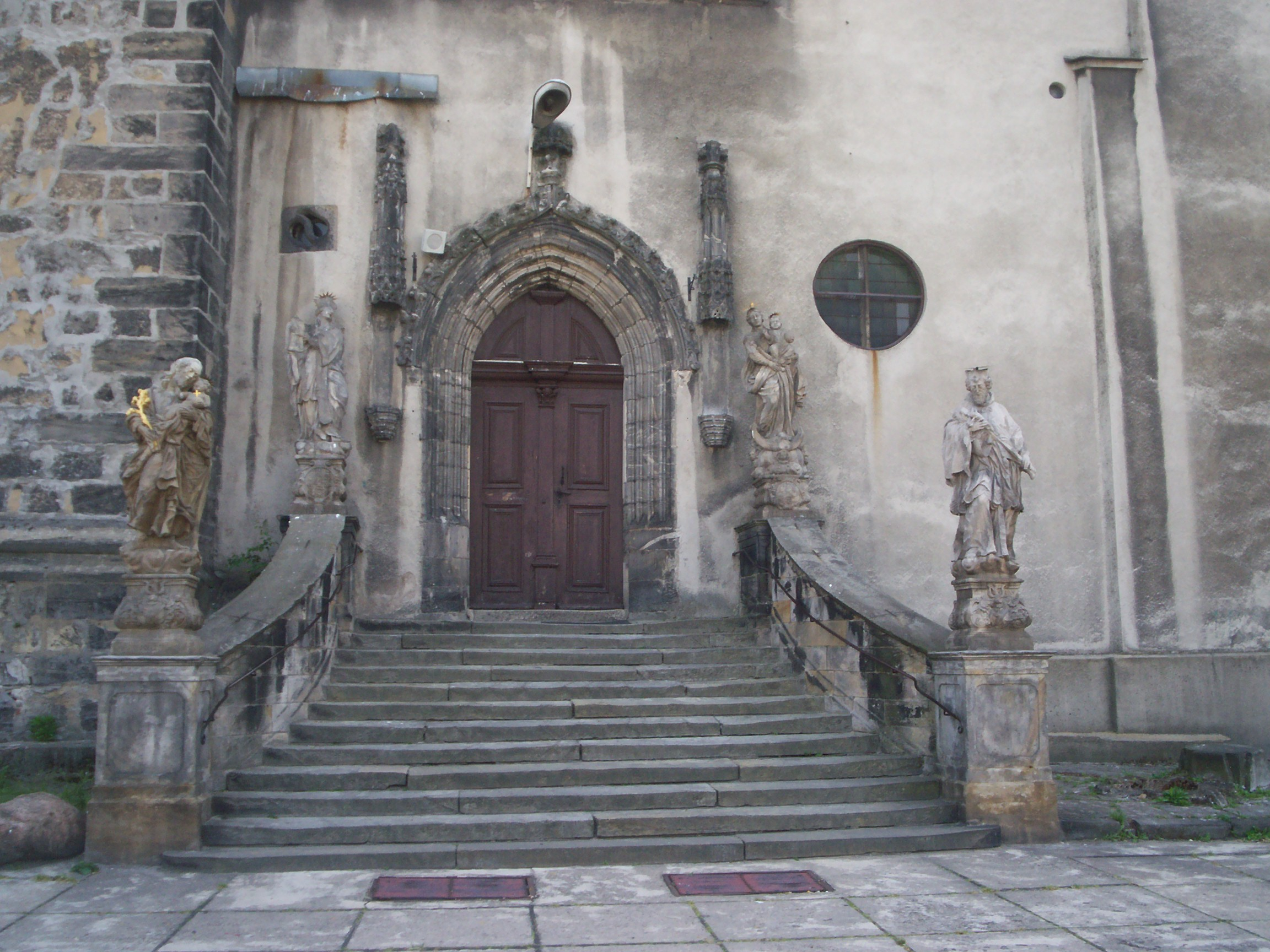
Portal von Maria Himmelfahrt
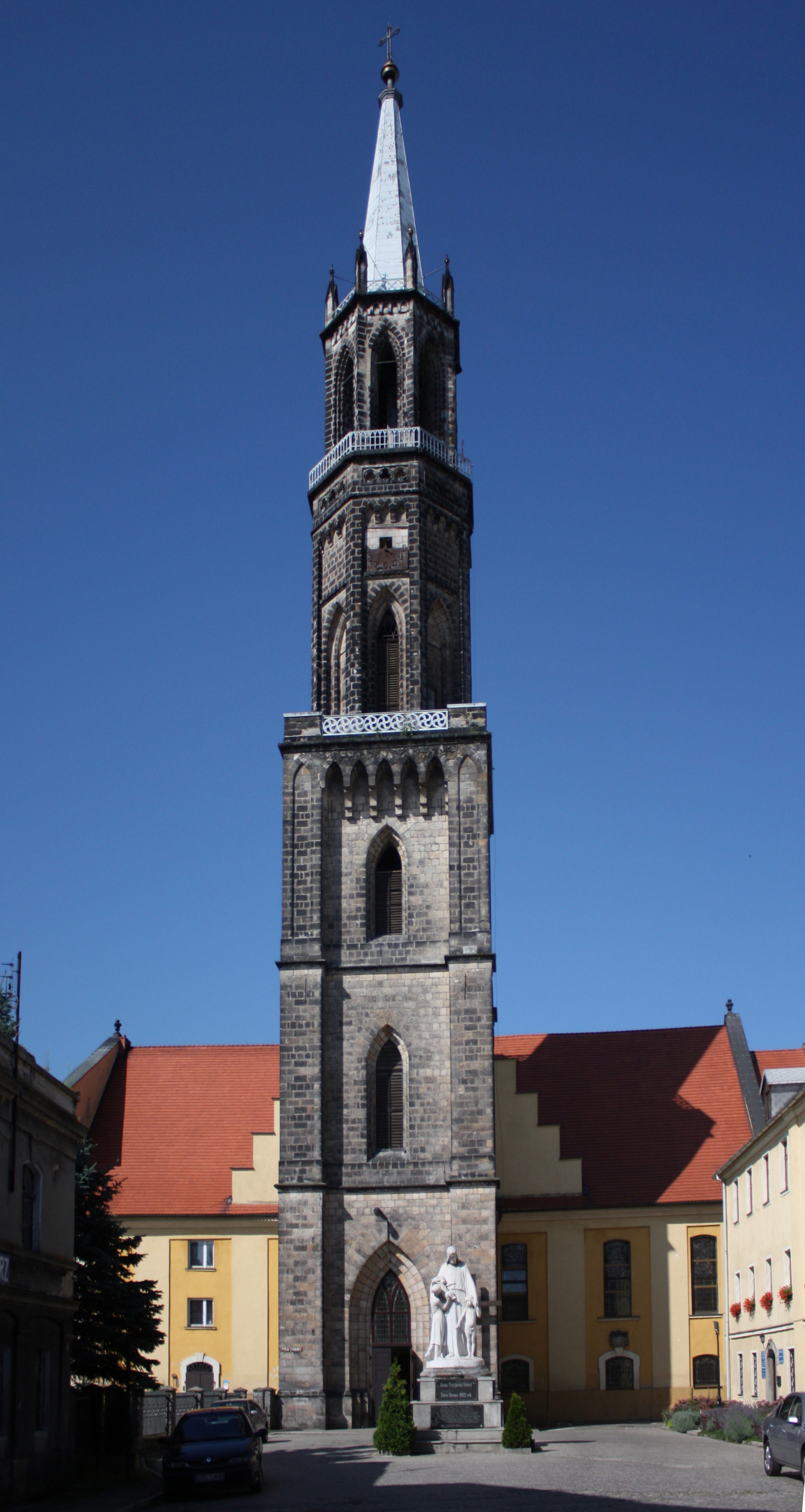
Pfarrkirche Maria-Hilf
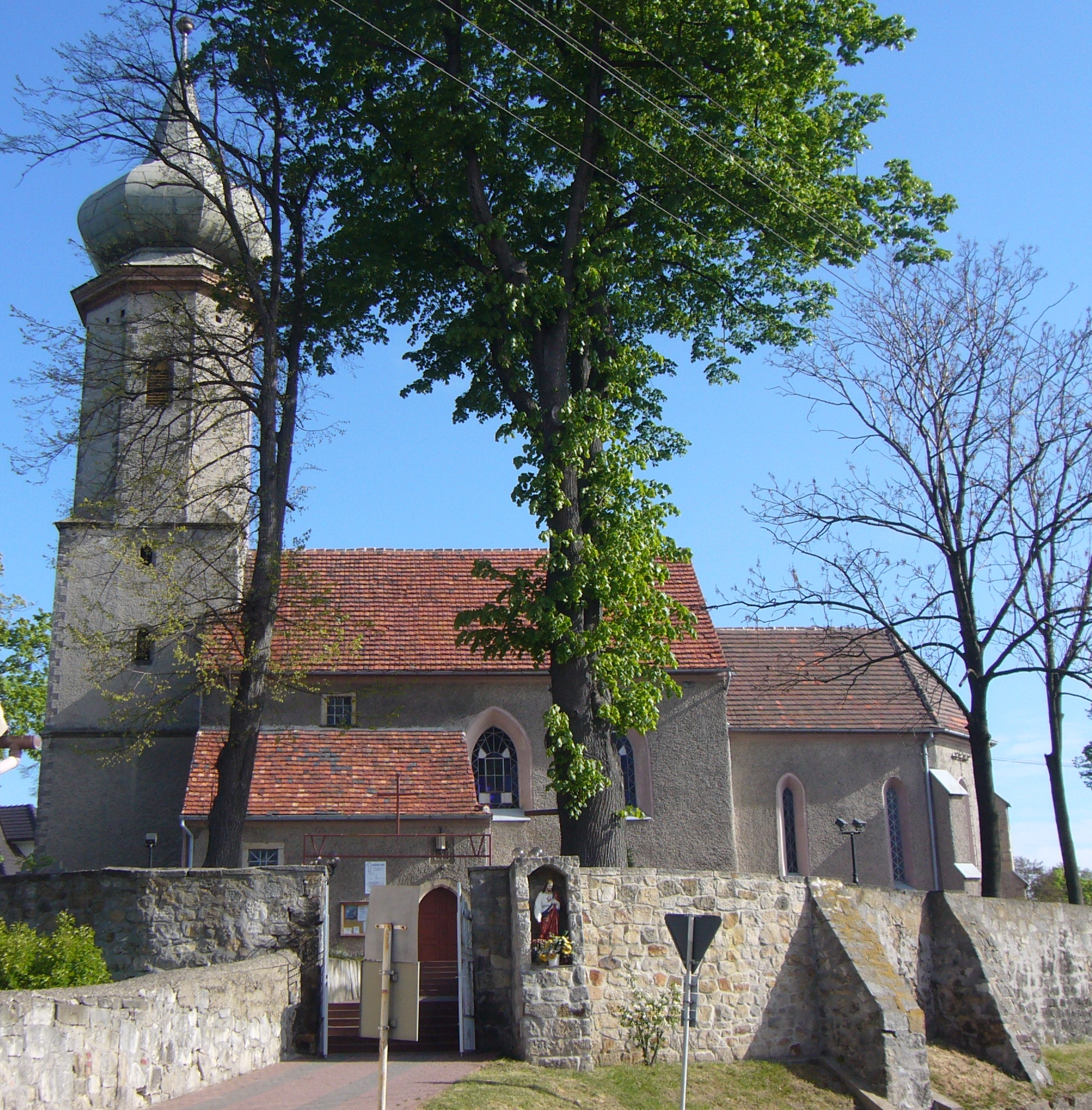
St. Maria Rosenkranz

#### Ehemalige Königliche Keramik-Fachschule
Die frühere Königliche Keramik-Fachschule in der ul. Bielska wurde im Jahre 1897 errichtet. Heute ist darin eine Fachschule für Elektrotechnik (Zespół Szkół Elektronicznych im. Ignacego Domeyki) untergebracht.

#### Ehemaliges Gymnasium jetzt Amtsgericht

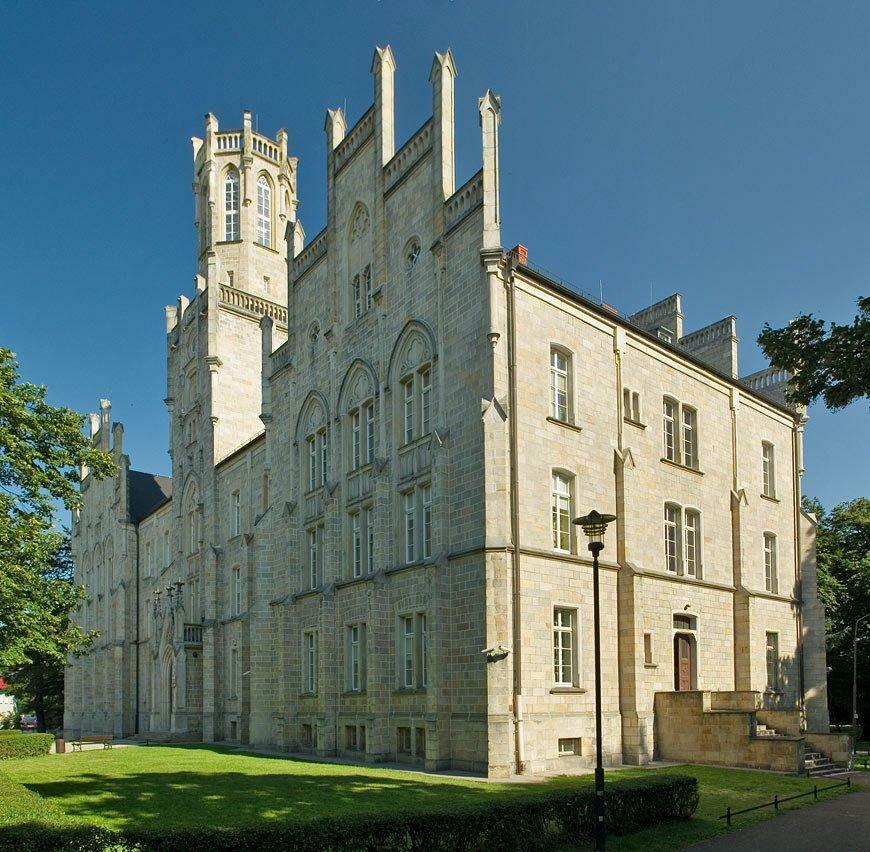
Das ehemalige Gymnasium

Das neogotische Gebäude wurde 1861 bis 1864 nach Entwürfen des Görlitzer Architekten Oppermann gebaut. Das Gebäude ist von einem Park umgeben, der 1865 nach Entwürfen des Gartenarchitekten Eduard Petzold gestaltet wurde.

#### Kutusow-Denkmal

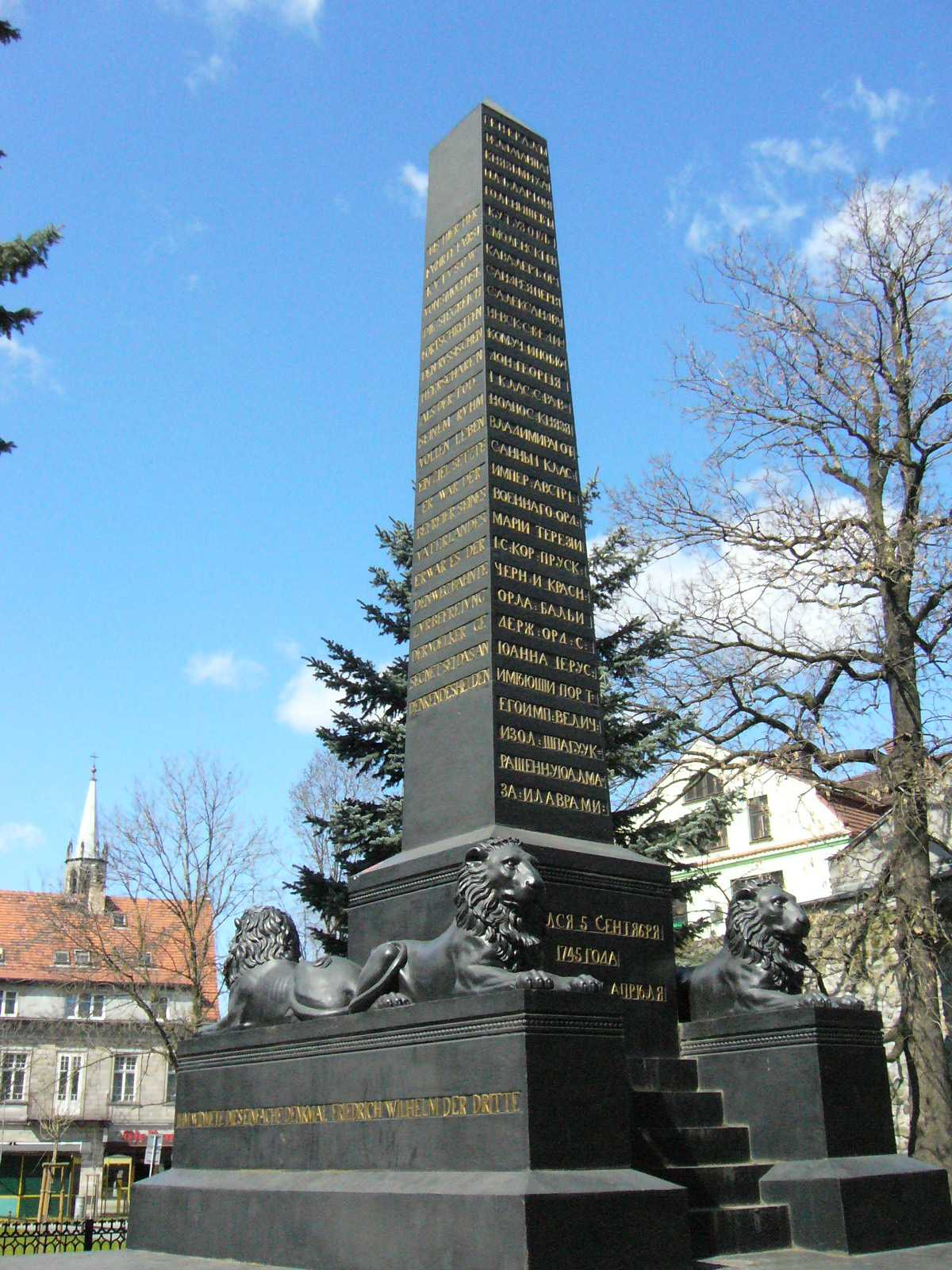
Kutusow-Denkmal (1819)

Das Kutusow-Denkmal wurde von König Friedrich Wilhelm III. 1819 auf dem Marktplatz zu Ehren des russischen Feldmarschalls Michail Illarionowitsch Kutusow, der in Bunzlau starb, gestiftet. Der von vier Schadowschen Löwen flankierte, 12 Meter hohe Obelisk wurde von Karl Friedrich Schinkel entworfen und von der Königlichen Eisengießerei Berlin gegossen. 1892/93 erhielt das Denkmal im Bereich der südlichen Stadtmauer seinen heutigen Standort. Die Originalbeschriftung auf Deutsch und Russisch ist erhalten.

#### Ehemaliges Dominikanerkloster

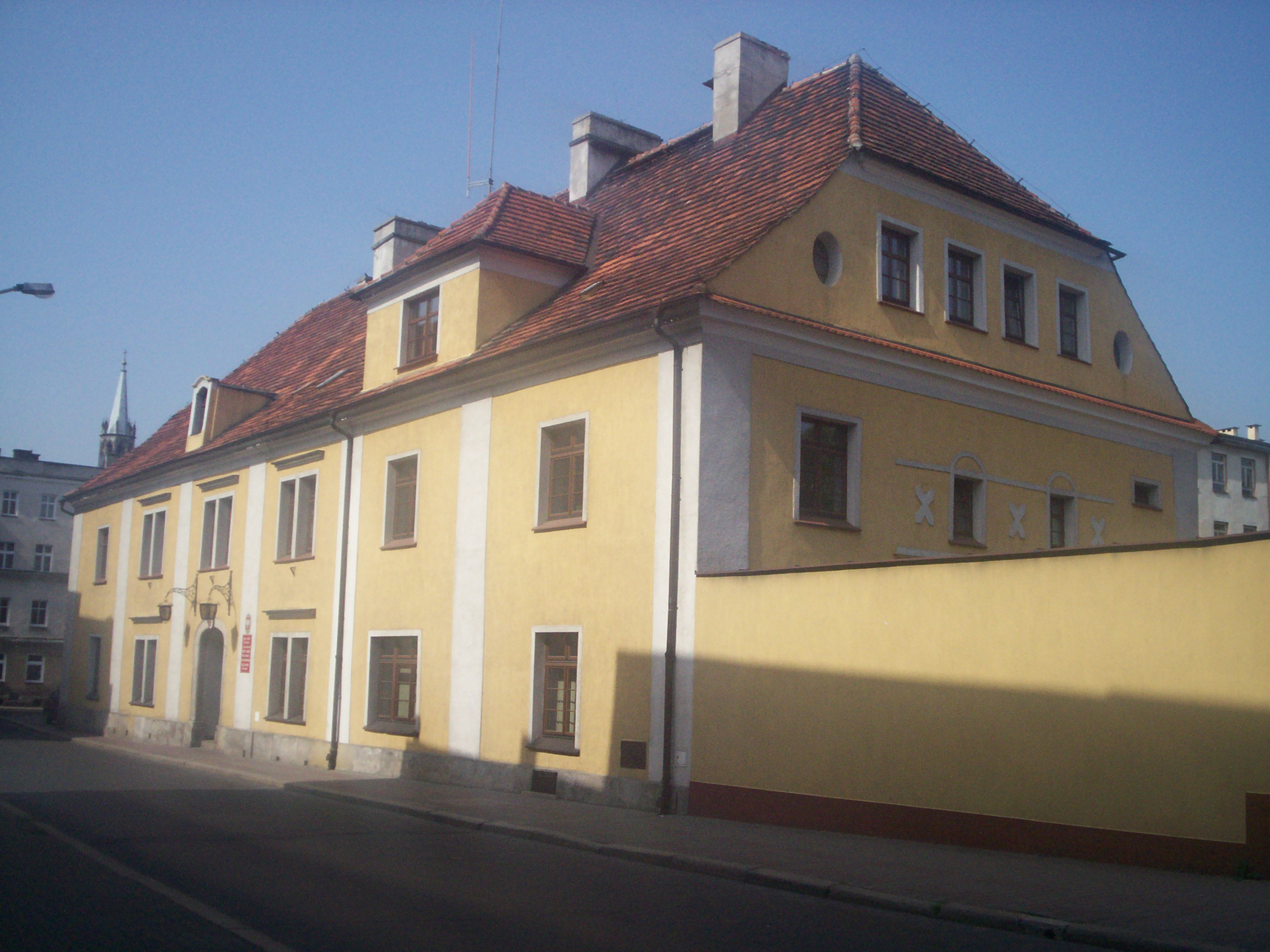
Sitz der Landgemeinde Bolesławiec im ehemaligen Dominikanerkloster

Der Sitz der Dominikanermönche in Bunzlau wurde ab dem 13. Jahrhundert mehrfach errichtet und zerstört oder abgerissen. Von 1670 an wurde dann eine barocke Kirchen- und Klosteranlage gebaut. Heute ist davon der frühere Ostflügel mit dem ehemaligen Refektorium erhalten, der aber seit seinem Bau 1714 und dem Umbau Ende des 18. Jahrhunderts mehrmals modernisiert wurde. Heute befindet sich in dem Gebäude in der ul. Teatralna das Gemeindeamt (Urząd Gminy Wiejskiej Bolesławiec).

#### Stadtmauer und Wehrtürme

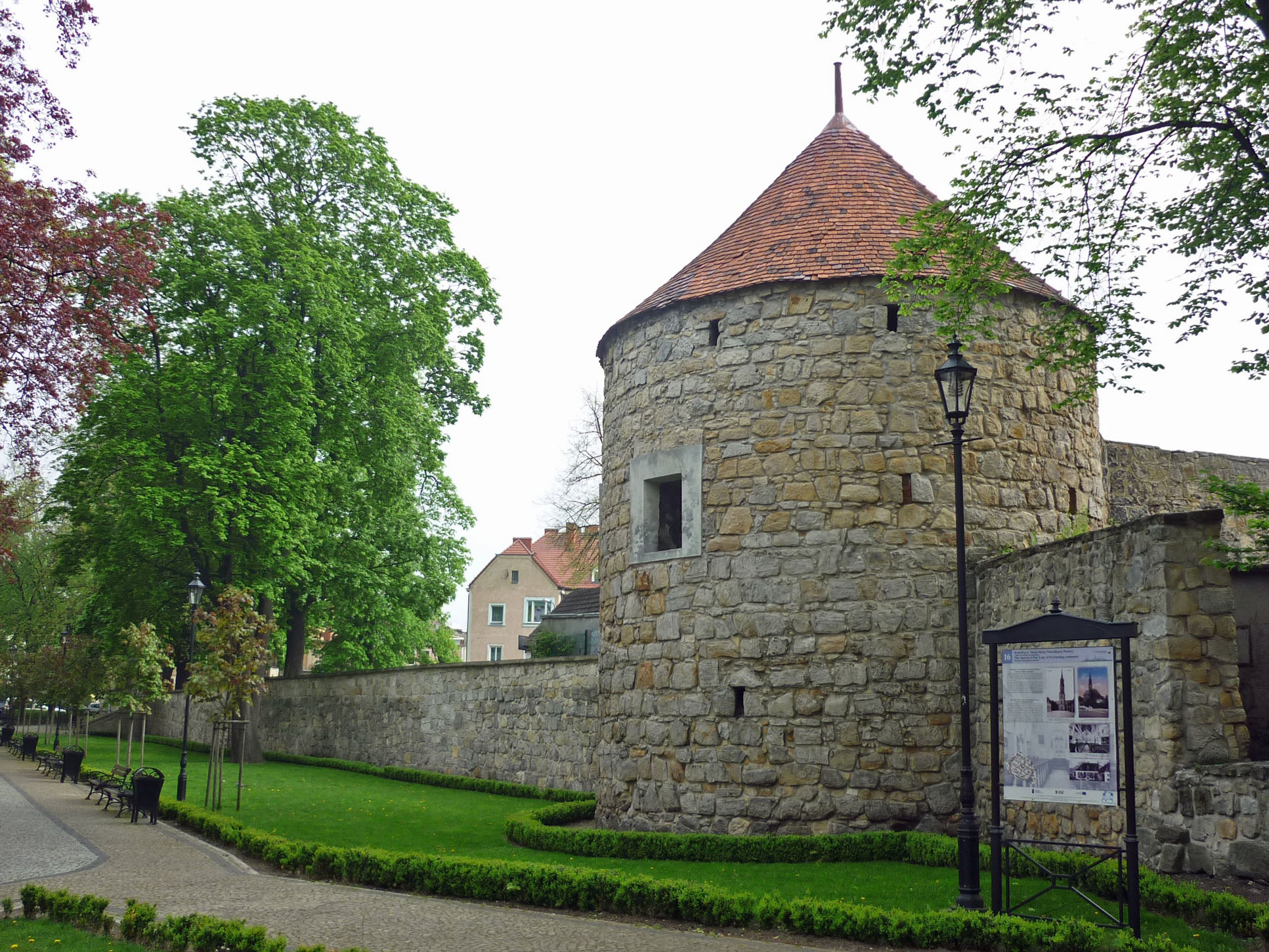
Teil der Bunzlauer Stadtmauer mit Wehrturm

Von den Stadtmauern (Mury miejskie) sind noch einzelne Abschnitte mit Wehrtürmen erhalten. Einen doppelten Mauerring kann man noch sehen an der ul. Straży, der ul. Zacisze sowie der ul. Kościelna. Die Stadtmauern werden zuerst 1316 erwähnt und dann über drei Jahrhunderte verstärkt, ausgebaut und modernisiert. Ab 1841 werden große Teile abgetragen, der Mauergraben wird von 1826 bis 1867 zugeschüttet.

#### Andere
- Martin-Opitz-Denkmal
- ul. Komuny Paryskiej (Komuny Paryskiej-Straße)
- Centrum Integracji Kulturalnej Orzeł (bis 1945 Kino Metropol)
- ul. Willowa (Willowastrasse)
- Bahnhof Bolesławiec
- Erstes Lyzeum (I Liceum Ogólnokształcące)
- Russischer Friedhof (Willowastraße, II Armii WP Straße)
- ul. Mickiewicza (Mickiewicz-Straße)
- Heilig-Kreuz Denkmal

### Museen
- Das Keramikmuseum (Muzeum Ceramiki) ist aus dem 1908 gegründeten Heimatmuseum hervorgegangen. Es ist ein Erweiterungsbau des mittelalterlichen Zwingerturmes der Stadtmauer und liegt in der ul. Mickiewicza.

- Die Stadtgeschichtliche Museumsabteilung (Dział Historii Miasta) ist in einem klassizistischen Gebäude untergebracht, in dem Michail Kutusow gestorben war und das später das Kutusow-Museum beherbergte. Es befindet sich in der ul. Kutuzowa 14.[25]

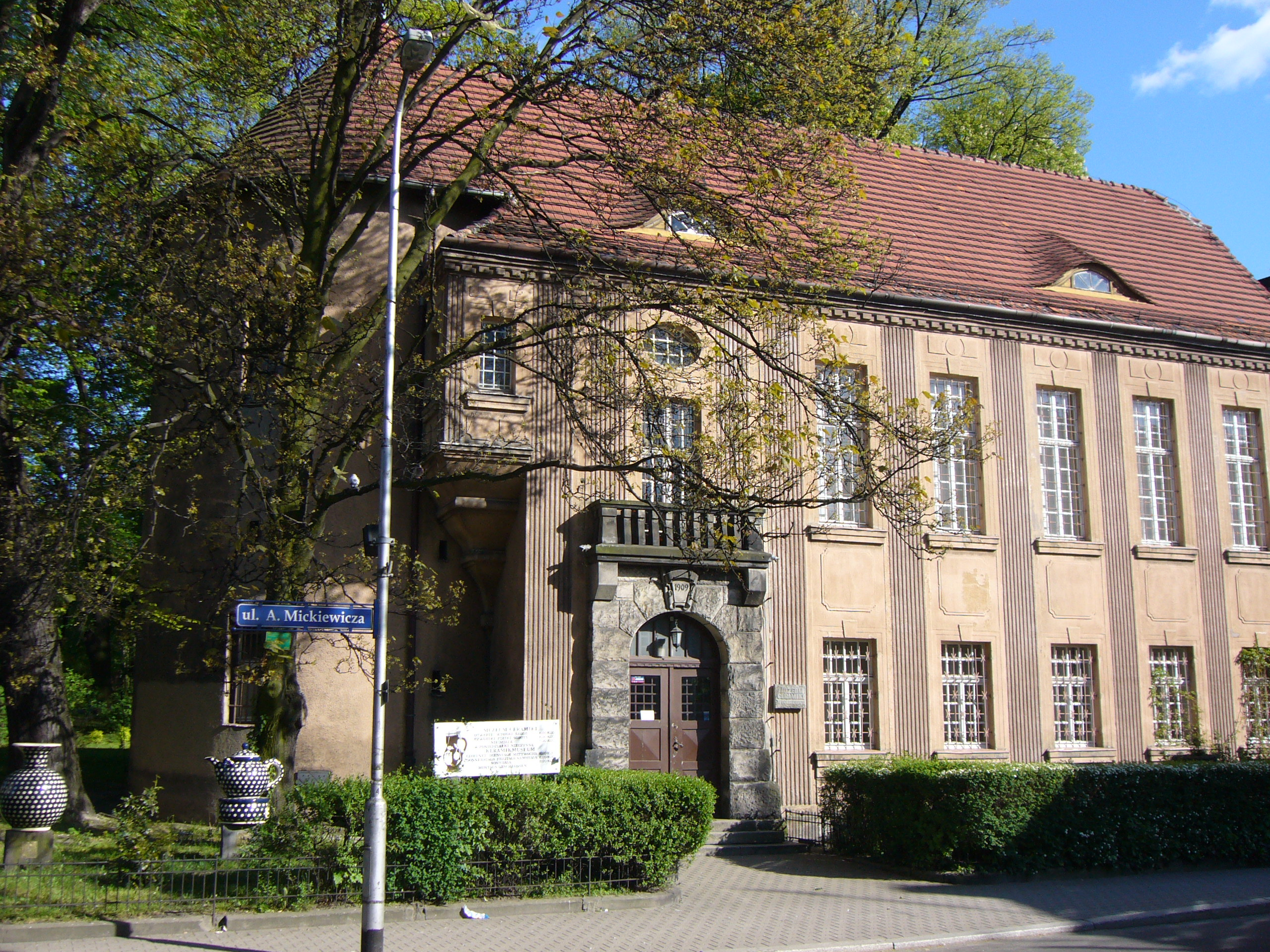
Das Keramikmuseum
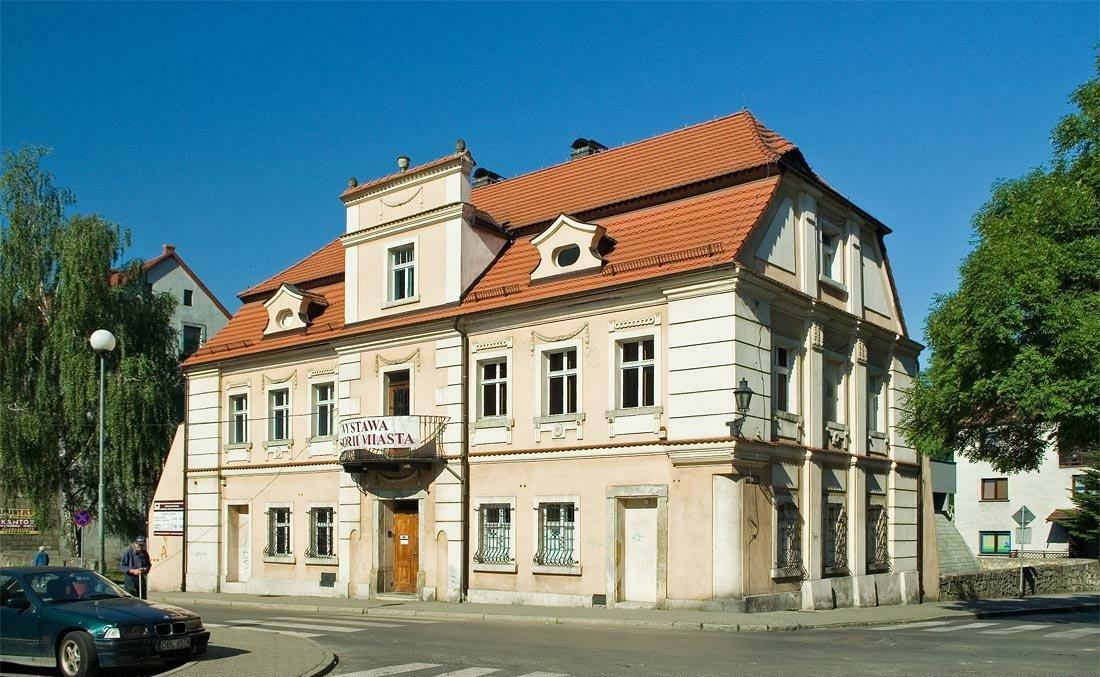
Kutusows Sterbehaus heute städtisches Museum
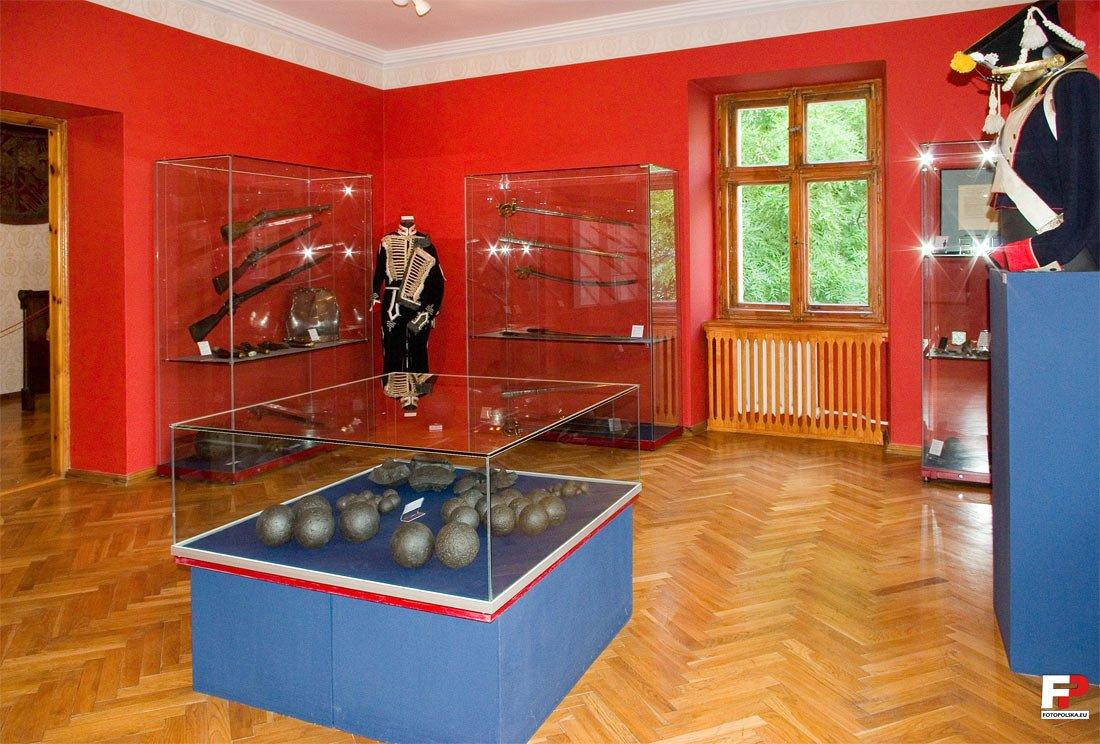
Städtisches Museum, Napoleonische Militärausrüstung

### Theater

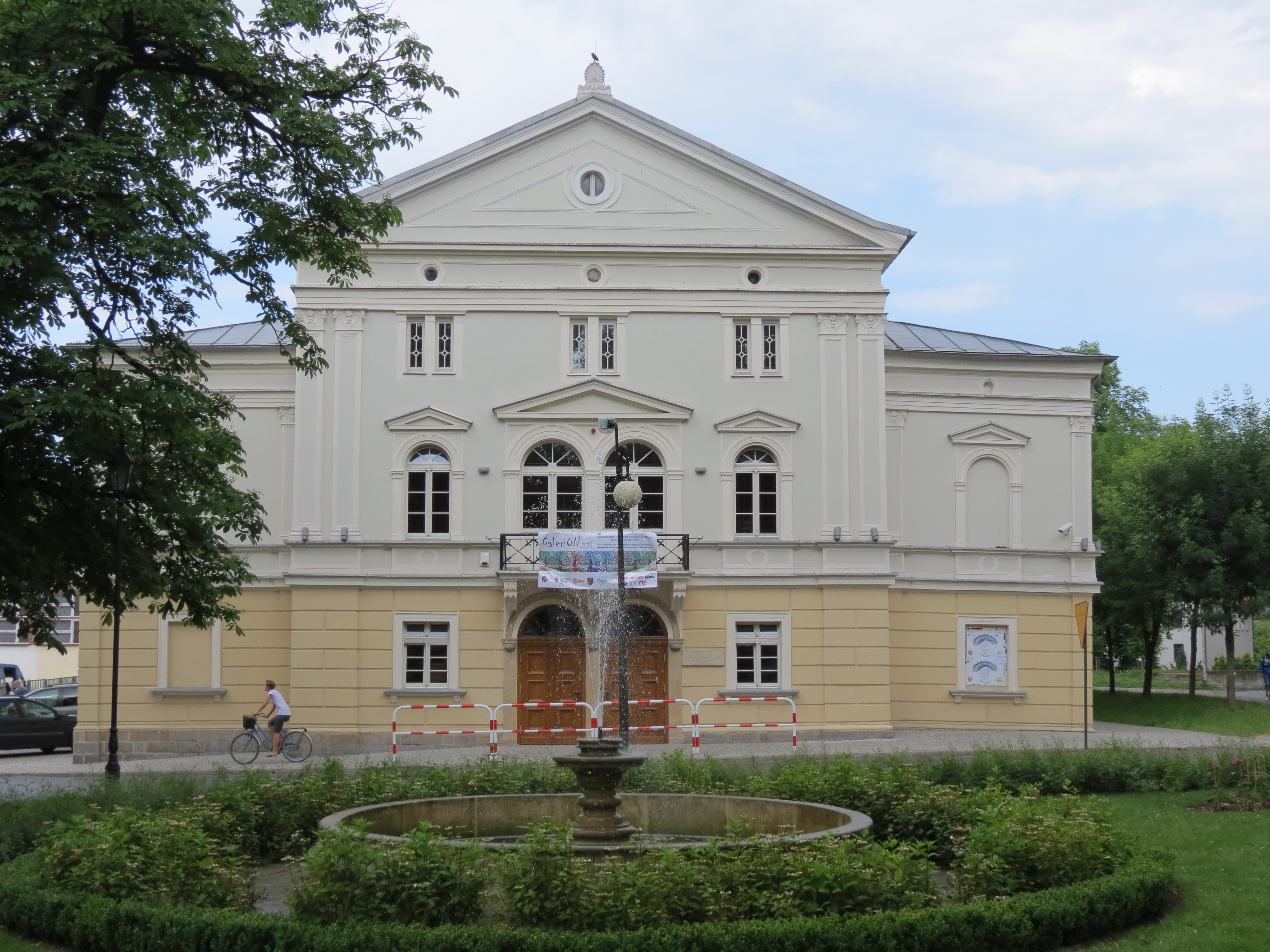
Das Theater

Das Stadttheater (Teatr Stary) war ursprünglich von 1821 bis 1823 als Arsenal gebaut worden, 1857 wurde es zum Theater für rund 650 Zuschauer umgebaut und zweimal erweitert und modernisiert. Bis 1944 spielte hier das Schlesisches Landestheater von Bunzlau. Nach 1945 wurde es vom Haus der Kultur der Jugend als Bühne genutzt, 2007 geschlossen und 2012 nach einer Generalsanierung wieder geöffnet. Es wird heute für Theateraufführungen genutzt.

## Wirtschaft

### Keramik
Seit 1994 findet jährlich am vorletzten Augustwochenende ein großer Keramikmarkt statt, die sogenannten Bolesławieckie Święto Ceramiki (Bunzlauer Keramiktage). Die Tradition der Bunzlauer Keramik wird heute von einer Reihe polnischer Betriebe vor Ort fortgeführt:
- Zakłady Ceramiczne Bolesławiec sp. z o.o., seit 1946 tätig und damit nach eigenen Angaben der älteste polnische Hersteller vor Ort;
- Ceramika Artystyczna Spółdzielnia Rękodzieła Artystycznego, eigenen Angaben zufolge die Nachfahren der von 1893 bis 1945 bestehenden deutschen Firma Julius Paul und Sohn;
- Fabryka Naczyń Kamionkowych MANUFAKTURA S.j. Smoleński & Zwierz;
- das 1999 von Alina und Boguslaw Tyrcz gegründete Familienunternehmen Ceramika Tyrcz;
- die 2001 gegründete Ceramika Zebra;
- Die ebenfalls seit 2001 bestehende Firma Ceramika Bolesławiecka Kalich.

### Andere Produktionsstätten
Vor Ort sind mit Produktionsstätten auch andere Branchen vertreten:
- Bolesławieckie Zakłady Materiałów Ogniotrwałych Sp. z o.o.
- Gerresheimer Bolesławiec S.A.
- Bader Polska Sp. z o.o.
- Zehnder Group Bolesławiec Sp. z o.o.

## Partnerstädte
Es existiert eine Städtepartnerschaft mit der Stadt Siegburg. Dort ist auch der Sitz der Bundesheimatgruppe Bunzlau, welche unter anderem ein Museum Bunzlauer Heimatstube unterhält. Eine weitere Partnerstadt ist seit 1980 die sächsische Stadt Pirna. Zudem ist Bolesławiec Mitglied des Bundes der europäischen Napoleonstädte.
- Hobro (Dänemark)
- Nogent-sur-Marne (Frankreich)
- Pirna (Deutschland)
- Siegburg (Deutschland)
- Česká Lípa (Tschechien)
- Prnjavor (Bosnien und Herzegowina)

## Persönlichkeiten
- Albert von Mutius (1862–1937), Kommandeur der 17. Reserve-Division im Ersten Weltkrieg
- Johann George Franke (1751–1835), seit 1778 Pastor zu Bunzlau, bis 1834 Superintendent, auch Kreisschulen-Inspektor (beging am 20. Februar 1828 sein 50-jähriges Amtsjubiläum in Bunzlau)[26]
- Karl Karow (1790–1863), deutscher Komponist, Arrangeur und Schulmeister
- Theodor Blätterbauer (1823–1906), Landschaftsmaler und Grafiker[27]

## Bürgermeister
- 1813–? Friedrich Wilhelm Heinrich Culemann
- 1837–1847 Eduard Teuchert
- 1891–1894 Friedrich Schirmer
- um 1912 – ? Henry Richter
- 1921–1929 Ulrich Burmann
- 1930–1945 Walter Siemianowsky
- ? – 1990 Edmund Kryger
- 1990–1998 Józef Król
- 1998 Jan Jasiukiewicz
- 1998–2002 Józef Burniak
- seit 2002 Piotr Roman

## Sonstiges
Nach Bunzlau wurden in der Nachkriegszeit zahllose Straßen und Plätze in Deutschland benannt, darunter 1970 der Bunzlauer Platz und die Bunzlauer Straße in München-Moosach.